# Jungfraubahn
De Jungfraubahn (top of europe) is een Zwitserse bergspooronderneming in het Berner Oberland, gelegen in het kanton Bern. Het traject loopt van het station Kleine Scheidegg naar de Eigergletscher, waar de zeven kilometer lange tunnel begint die door de Eiger en de Mönch tot op de Jungfraujoch loopt. De JB gebruikt een andere spoorwijdte, een andere stroomsoort en een andere tandstaaf voor haar traject dan de aansluitende Wengernalpbahn (WAB).

## Geschiedenis
Omstreeks 1860 waren er verschillende plannen voor de bouw van een bergspoorlijn op de Jungfrau. De financiering van deze plannen kwam niet rond.
Het door de Nationalrat Friederich Seiler gemaakte ontwerp van 1870 voor de bouw van de Jungfraubahn werd op 16 oktober 1889 gevolgd door een ontwerp van Maurice Koechlin en op 22 oktober 1899 door een ontwerp van Alexander Trautweiler.
Op 1 juli 1890 diende Eduard Locher een concessieaanvraag voor de bouw en exploitatie van de Jungfraubahn in. Deze werd in 1891 verstrekt om samen met Maurice Koechlin met de bouw te kunnen beginnen. Dit plan is niet uitgevoerd.
De in 1892 verstrekte concessie voor de bouw van de Eigerbahn werd ook niet uitgevoerd.
Op 20 december 1893 diende de industrieel Adolf Guyer-Zeller een concessie in voor de bouw van een tandradbaan. Deze tandradbaan zou beginnen vanaf het station op de Kleine Scheidegg, gelegen aan de Wengernalpbahn (WAB), en door een lange tunnel door de Eiger en de Mönch tot aan de top van de Jungfrau lopen. Op 21 december 1894 verstrekte de Bondsraad deze concessie. Bij het plan van Adolf Guyer-Zeller was vanaf het begin voorzien in het gebruik van elektrische tractie. Hiervoor werd op 10 juni 1896 de concessie verstrekt voor de bouw van een waterkrachtcentrale aan de Lütschine.

### Bouw

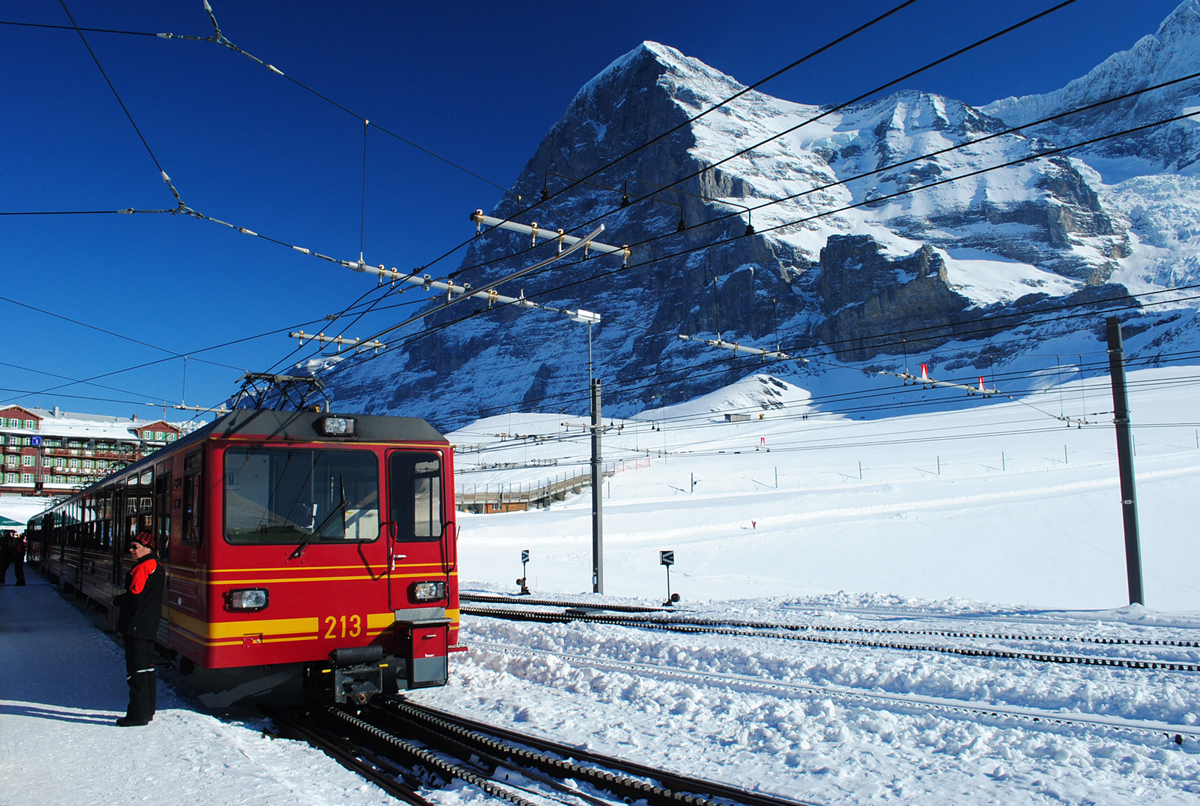
De Jungfraubahn in het dalstation Kleine Scheidegg.

Op 27 juli 1896 werd begonnen met de bouw van de Jungfraubahn. Ondanks een rechtstreekse aansluiting op het traject van de Wengernalpbahn koos de JB voor een andere spoorwijdte en een ander tandradsysteem. Ook werd de lijn geëlektrificeerd met een andere spanning, die meer vermogen en een grotere veiligheid beloofde.
Op 19 september 1898 kon het trajectgedeelte van de Kleine Scheidegg naar het station Eigergletscher, aan de voet van de Eiger, worden geopend door Gottfried Strasser, een van de Grindelwalder Gletscherpfarrers. Naast het station Eigergletscher werd een werkplaats gebouwd. Voorts begint hier de zeven kilometer lange tunnel.
Guyer-Zeller was van plan om ieder jaar een volgend station op het traject in gebruik te nemen.
Bij de boringen met springstof werd in een drieploegendienst gewerkt. Op 26 februari 1899 kwamen bij een ongeval met springstof zes Italiaanse arbeiders om het leven.
Op 7 maart 1899 werd het station Rotstock bereikt. Vanaf 2 augustus 1899 werd dit provisorisch ingerichte station gedurende een korte tijd bediend. Tegenwoordig is niets meer van dit voormalige station te zien op een deur naar een uitzichtpunt na. Op dezelfde dag bereikten de tunnelbouwers het station Eigerwand.
Op 3 april 1899 stierf Adolf Guyer-Zeller, de stuwende kracht achter het Jungfraubahn-project, in Zürich. Zijn zoon zette de bouw voort. Op 3 juni 1903 kon het treinverkeer het station Eigerwand in gebruik nemen.
Op dit station konden de passagiers op het uitzichtpunt genieten van de blik op het landschap richting Grindelwald en de gletsjer. Op 25 juni 1905 werd het trajectdeel tot de halte station Eismeer (ook bekend als halte Kallfirn) in gebruik genomen. Op dit station werd een voorlopig toeristisch centrum ingericht.
Door het overlijden van Adolf Guyer Zeller en gebrek aan financiële middelen werd van het oorspronkelijke plan afgezien. In plaats van de halte Mönchsjoch en het traject naar de top van de Jungfrau werd de route gewijzigd en werd de Jungfraujoch het eindstation.
Op 15 november 1908 vond een ontploffing plaats in het bij het station Eigerwand gelegen springstofdepot. Bij dit ongeval ging 30.000 kg dynamiet de lucht in. Er waren geen slachtoffers.
Op 21 februari 1912 volgde de doorbraak naar het station Jungfraujoch. Dit werd op 1 augustus 1912 in gebruik genomen als hoogste station (3454 m) in Europa.
De bouwkosten bedroegen 14,9 miljoen Zwitserse frank.
Opmerkelijk was dat het in 1912 geopende trajectgedeelte van station Eismeer tot kort voor het station Jungfraujoch niet was voorzien van een tandstaaf. In 1951 heeft men deze echter alsnog aangebracht.
In 1946 werden de bedrijfsvoering van de Jungfraubahn (JB), de Wengernalpbahn (WAB) en de Berner Oberland-Bahnen (BOB) in een gemeenschappelijke directie ondergebracht.

## Tandradsysteem
De Jungfraubahn maakt gebruik van het tandradsysteem Strub. Dit is ontwikkeld door de Zwitserse ingenieur en constructeur Emil Victor Strub (1858-1909).

## Elektrische tractie
Het traject van de JB werd geëlektrificeerd met een spanning van 1125 volt 50 Hz draaistroom. De JB gebruikt een bovenleiding met twee draden.

## Kenmerken
- Station Jungfraujoch, hoogste station in Europa (Top of Europe).
- Station Eigergletscher is het middelpunt van de bedrijfsvoering van de Jungfraubahn.
- Het door de Jungfraubahn geëxploiteerde Poolhondenstation bij het station Eigergletscher. Deze honden gelden als een fotografische attractie op de gletsjer bij het eindstation Jungfraujoch.

## Liftproject
In februari 2008 werd bekend dat de Jungfraubahn opdracht heeft gegeven tot een haalbaarheidsstudie voor een directe lift van het dal naar de top van de Jungfrau. De reistijd kan dan tot twintig minuten teruggebracht worden. Het project zou circa 180 miljoen Zwitserse Frank gaan kosten.